# Halitrephes
Genre
Halitrephes est un genre de Trachyméduses (hydrozoaires) de la famille des Halicreatidae.

## Liste d'espèces
Selon World Register of Marine Species (4 avril 2016), Halitrephes comprend l'espèce suivante :
- Halitrephes maasi Bigelow, 1909